# Бірюков Володимир Миколайович
Бірюков Володимир Миколайович (28 травня 1990, Магдебург, Німеччина) — український журналіст, теле та радіо ведучий, письменник, волонтер. Викладач кафедр журналістики, реклами та зв'язків з громадськістю в Державний університет «Київський авіаційний інститут». Лауреат премії History Keeper, від Бюро Європейського Союзу: за активну протидію російській дезінформації, висвітлення правди про війну в Україні та внесок у боротьбу з історичним ревізіонізмом у регіоні. Автор книги «Історія (НЕ)відомого журналіста». Перший іноземний ведучий шведського відбору на Євробачення Melodifestivalen WKND (Швеція), ведучий музичної щорічної премії MUZVAR AWARDS (Україна). Володіє українською, англійською, латиською, російсько та польською мовами. 

## Життєпис

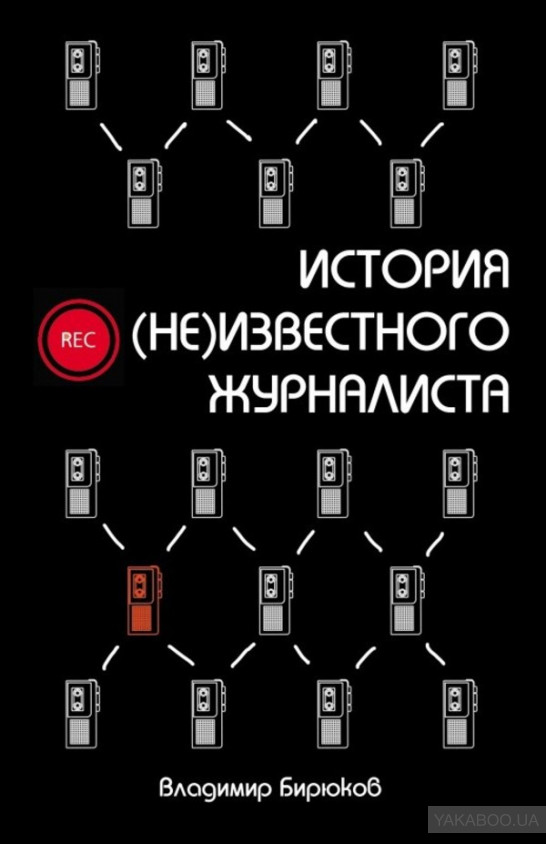
книга история (не)известного журналиста

Народився 28 травня 1990 року в місті Магдебург (Німеччина) в родині військовослужбовців. У 1991 році з батьками переїхав в Україну. Середню освіту здобув у Навчально-виховному комплексі №2 м.Хмельницький.
У 2005  переміг на конкурсі молодих журналістів та отримав власну рубрику в журналі "TeenAger", де публікував свої перші матеріали.
У 2006 почав писати статті для журналу "Є!Теленавігатор" у розділах "Культура" та "Шоу-бізнес". Згодом розробив власні рубрики: "Музичний патруль", "Мильна сторінка", та "Кумири", де публікувались ексклюзивні інтерв'ю з діячами культури, кіно та спорту.
З 2007 почав працювати спецкором у виданні "Личное Время".
У 2008 Володимир вирішив повністю присвятити себе журналістиці і поступив в Інститут міжнародних відносин - НАУ, на кафедру міжнародної журналістики. Цього ж року отримав нагороду від Товариства Червоного Хреста за найкращу статтю по донорству "Стань донором, допоможи хворому", та грант на проведення благодійного концерту «Крила надії».
У 2009 році починає співпрацювати з «Європейською мовною спілкою». Висвітлював події на конкурсах "Євробачення"  та сімейних проєктах "Дитячого пісенного конкурсу Євробачення, Танцювального конкурсу Євробачення". В майбутньому додались: Чемпіонати світу з футболу, турнірів УЄФА (Ліги Чемпіонів, Ліги Європи та Чемпіонату Європи з футболу)
З 2010 працює з першим українським онлайн-радіо "MyRadio", мовлення якого абсолютно незалежно від fm-станцій. Отримавши власну рубрику готував ексклюзивні та сенсаційні матеріали зі світовими зірками: Патрісія Каас, Anastacia, Britney Spears, Beyoncé, Елен Сегара, Arash, Bonnie Tyler, Bloodhound Gang, Apocalyptica, Backstreet Boys, Blue, Limp Bizkit, K-Maro, Lara Fabian, Loreen,Jennifer Lopez та інші.
1 жовтня цього ж року починає працювати телеведучим та сценаристом у продакшн студії "FM-TV" на проєктах "Хіт-парад Україна" та Хіт-парад Росія. 
З травня 2011 для телеканалів України, Росії та Прибалтики запускається щорічний спецвипуск "Кухня Євробачення". У годинному телевізійному шоу можна побачити низку цікавих інтерв'ю, історій та нюансів конкурсу з місця подій проведення європейського шоу.
На початку 2012 запускає 15 хвилинний авторський телевізійний проєкт "Паті Z FM-TV" для регіональних телеканалів Украйни, де висвітлює Backstage зі зйомок фільмів, кліпів та концертів. Ця програма змушує журналіста розширювати межі проєкту, долучаються зйомки з міжнародних премій та фестивалів: "Opening Ceremony Eurovision", "YUNA", "Песня года", "Золотой граммофон", премия Муз-ТВ, MusikMesse та Eurovision PreParty  та інші. Володимир починає поєднувати телевізійні зйомки в Україні та Росії.
Наприкінці 2012 Володимир стає ведучим україномовного хіт-параду "FM-TV" на телеканалі ZIK .
З серпня 2012 по грудень 2013 на базі продакш студії "FM-TV" стартували зйомки про артистів на міжнародних конкурсах . Володимир разом з командою відвідав 23 європейські країни, де записав низку ексклюзивного матеріалу з зірками, яким ці конкурси дали путівку у шоу-бізнес. Сценарії та зйомки зайняли більше року. Телевізійний проєкт знімався одразу для телеканалів України, Росії, Азербайджану та Прибалтики. З початком Революції Гідності в Україні та війни - керівництвом продакш студії "FM-TV" було вирішено заморозити проєкт до часів припинення бойових дій на сході країни.
У 2013 Володимир Бірюков та Володимир Мула стали ведучими спільного проєкту "FM-TV" та "Teleprostir" під назвою "LiveTime", де спілкувались з медійними персонами у прямому ефірі . Згодом включення відбувались не лише у київській студії, але й на конкурсі "Євробачення" 
З лютого 2019 разом з Кірою Кіриленко та Мітєю Кулішовим почав працювати ведучим в ранковому шоу "Morning UP [Архівовано 12 липня 2019 у Wayback Machine.]" на Просто Раді.О (102.5 FM). Перший сезон шоу завершиться 31 липня 2019 року.
Станом на середину 2019 року Володимир пише книгу "Історія (НЕ) відомого журналіста" про те, як не треба писати інтерв'ю, та що можна очікувати від цієї професії. Книга російською мовою.
Почав вести майстер-класи для студентів в профільних українських університетах: НАУ[недоступне посилання з грудня 2021], Київськькому національному університеті театру, кіно і телебачення імені Івана Карпенка-Карого та КНУКіМ [Архівовано 8 листопада 2019 у Wayback Machine.]

## Історія (НЕ)відомого журналіста
На початку грудня (8.12.19) в київському книжковому магазині "Буква" відбулась презентація книги "Історія (НЕ)відомого журналіста" якою займалось видавництво САМІТ-КНИГА [Архівовано 11 травня 2015 у Wayback Machine.]. Під час презетації стало відомо, що це - коротка проза, в якій зібрані цікаві, барвисті історії про роботу журналіста. Автор постарався включити в книгу найрізноманітніші ситуації, пов'язані зі своєю професійною діяльністю. Також він на особистому прикладі вирішив поділитися, як не варто робити, і як правильно виходити з незручних положень до або під час запису інтерв'ю. В історію потрапили найвідоміші зірки шоу-бізнесу, театру і кіно. На презентації були куплені всі книжки, які видавництво розмістило в магазині Буква. 
Через три дні "Історія (НЕ)відомого журналіста" стала доступною для купівлі у інтернеті [Архівовано 14 грудня 2019 у Wayback Machine.]
Через тиждень у магазині "Буква" книжці присвоїли маркер - Бестселер.

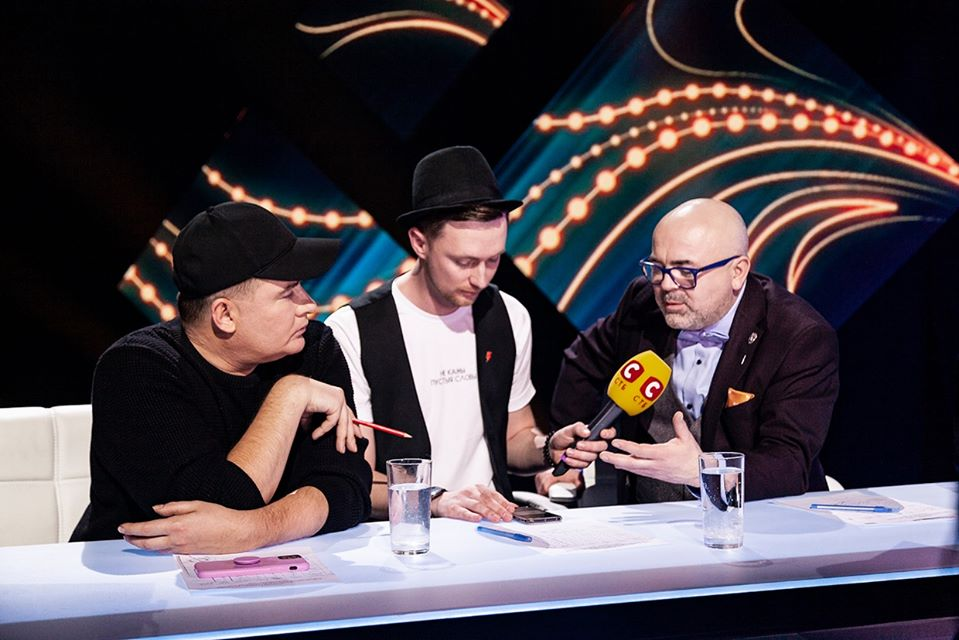
backstage нацвідбору Євробачення 2020

## Backstage Eurovision Selection
На початку лютого стало відомо, що Володимир виступить ведучим включень з бекстейджу Національного відбору на Євробачення 2020 за запрошенням каналу  СТБ [Архівовано 22 лютого 2020 у Wayback Machine.]. Окрім того, Володимир Бірюков став ведучим онлайн-проєкту СТБ «Щоденники Євробачення»: серія позаефірних ексклюзивних відео, в які увійшли гострі інтерв’ю з учасниками Національного відбору та огляди репетицій прямих ефірів. Виходили «Щоденники Євробачення» також на офіційних сторінках СТБ в Youtube та Facebook. Судили учасників Нацвідбору Андрій Данилко, Тіна Кароль і Віталій Дроздов. Ведучим нацвідбору виступив також Сергій Притула, а бекстейдж освітив Володимир Бірюков.

## Повернення на радіо
На початку жовтня 2020 стало відомо, що Володимир Бірюков разом з Романом Дрібним стали ведучими ранкового шоу від TAVR Media на digital- станції  Flash Radio (Ukraine) [Архівовано 5 березня 2021 у Wayback Machine.]. Програма отримала назву Morning Challenge Show та виходила три рази на тиждень. Згодом прямі ефіри стали щоденними, а аудиторія збільшилась далеко за межі України. Рекорд був встановлений саме під час Різдвяного марафону, де протягом п'яти годин, до київської студії Flash Radio, до ведучих дзвонили слухачі з країн Балтії, Тайваню, Ісландії, Норвегії, Ізраїлю та говорили на своїх мовах. Головне завдання марафону було пояснити, що радіо - універсальний інструмент для спілкування, і з допомогою радіо - всі кордони відкриті, навіть під час пандемії. У марафоні взяли участь українські зірки KADNAY, Макс Барських, KAZKA, TVORCHI, Джамала та міжнародні артисти Дотан,Hera Björk, KEiiNO, Сорайя Арнелас, Лідія Ісак, Ральфс Ейландс, NaviBand, Софо Ніжарадзе, Ельдар Гасимов. Шоу повернулось у 2021 році в форматі Hard talk, де кожен день ведучі приділяли увагу одній темі. За допомогою інтернету, слухачі, протягом двох годин могли написати до офіційних месенджерів станції та потрапити до прямого ефіру або запропонувати прочитати саме їх смс. У ранковому шоу завжди говорили про останні новини зі світу музики та кіно, зачитувалися курьозні повідомлення та життєві історії.
Весною 2021 перейшов працювати на рейтингову станцію POWER FM [Архівовано 9 травня 2021 у Wayback Machine.] з покриттям мовлення по всій Україні. Вперше з ранкових ефірів Володимир перейшов на вечірне мовлення та працює сольно. Перш ніж заявити нового ведучого на станції - запустили спецпроєкт в рамках Євробачення 2021 під назвою Єврослухання на POWER FM. Це програма, яка виходить тричі на день, де Володимир Бірюков знайомить слухачів з учасниками конкурсу у Ротердамі. Фішкою спецпроєкту виступили оригінальни звернення усіх європейських конкурсантів та українських зірок, які вже представляли країну на цьому шоу.

### Робота над другою книгою (2021)
На початку літа 2021 стало відомо, що книга "Історія (НЕ)відомого журналіста" отримала Sold Out. Книги продалася як в Україні, так і за кордоном. Коротка проза про роботу журналіста налічувала 256 сторінок, та зібрала найсмішніші історії автора. Інформація про завершення друку була опублікована на сайті видавництва САМІТ-КНИГА [Архівовано 18 липня 2021 у Wayback Machine.] у липні того ж року. Спочатку планувалось перевидання, але Володимир Бірюков анонсував вихід другої книжки, яка буде логічним завершенням історії. Дата виходу - невідома.

### Backstage Нацвідбору Євробачення 2021 на СТБ
Напередодні грандіозного шоу Євробачення 2021 на диджитальних сторінках телеканалу СТБ стартує спецпроєкт про конкурс Євробачення. Ведучий ― теле- і радіожурналіст, який більше 12 років висвітлює Євробачення, Володимир Бірюков. Глядачам СТБ він уже добре був знайомий за минулорічним диджитальним спецпроєктом «Щоденники Нацвідбору» і прямими трансляціями з бекстейджу, про це на початку травня передав канал СТБ [Архівовано 18 липня 2021 у Wayback Machine.]. Спочатку планувалось зробити 3 випуски шоу, але в результаті вийшло 12 повноцінних випуски "Щоденники Євробачення на СТБ" - життя за кадром, підготовка до шоу, як артисти впорались з карантином, підтримка гурту GO-A, та багато іншої інформації можна було побачити ексклюзивно на всіх платформах каналу СТБ. Проект отримав схвальні відгуки та підтримку пресси, як в україні так і за кордоном. Що пишуть ЗМІ [Архівовано 18 вересня 2021 у Wayback Machine.]

## Викладач кафедри журналістики на Факультеті міжнародних відносин
Після низки успішних майстер-класів у Києві, Львові, Одессі, Кракові, Вроцлаві та Варшаві - отримав декілька пропозицій від Вузів України, але через брак часу відмовився від цієї ідеї. У 2019 повернувся до ведення невеликих лекцій в Університеті Культури України КУК [Архівовано 8 листопада 2019 у Wayback Machine.] та Національному авіаційному університеті ІМВ [Архівовано 24 травня 2022 у Wayback Machine.] розповідаючи про те, як здобутки будь якого медійника отримуються тільки після ряду невдач. Всі ці виступи і надихнули в результаті Володимира написати свою першу книгу, де є часткофо фрагменти з тих лекцій,які він давав. У 2021 році надійшло декілька пропозицій до співпраці як викладачем. Враховуючи всі "за" та "проти" вибір впав на Факультеті міжнародних відносин - Національного авіаційного університету [Архівовано 16 травня 2022 у Wayback Machine.] де у 2013 Володимир Бірюков отримав диплом журналіста. З 1 вересня 2021 почав викладати для студентів першого курсу - аудіовиробництво (радіо, звук, дубляж фільмів та серіалів) та телемистецтво (все, що пов'язано з виробництвом ТВ контенту).

## Робота під час початок військових дій та нападу росії на Україну у 2022

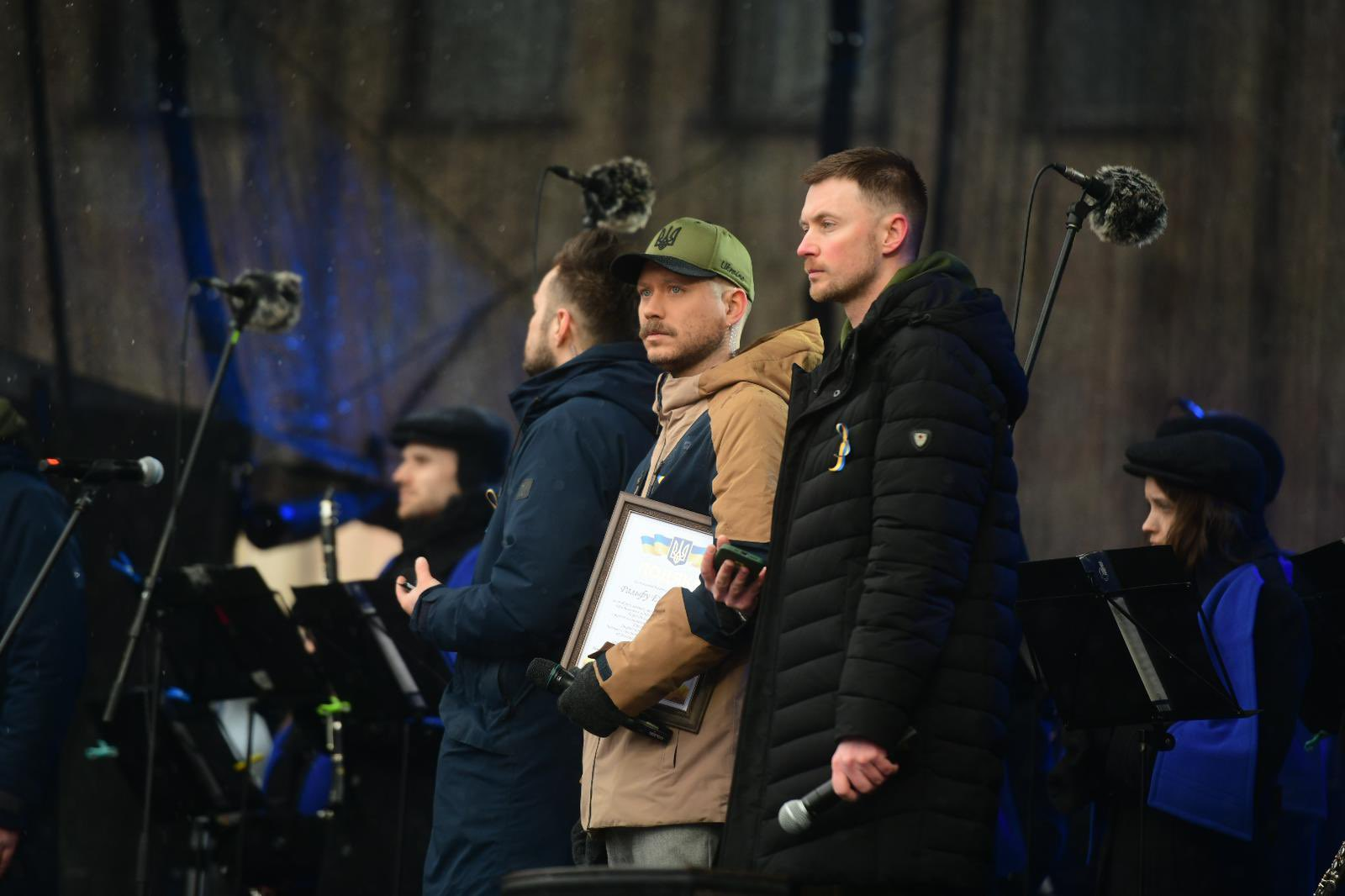
Концерт Ukrainas brīvībai
(Рига.Латвія)

Володимир Бірюков почав співпрацювати з низкою міжнародних ЗМІ, такі як:DELFI (Латвія), KATAPULT (Німеччина), та низка інших міжнародних медійних майданчиків, де почав розповідати про російську агресію проти України та війну, яка розпочалась. Взяв участь у міжнародному проекті Torrents of Truth де у торренті для росіян, з популярними блокбастерами, серіалами та замість завантажувальних файлів графічних програм впровадили відео з правдивими розповідями про війну від імені українських журналістів. Також відбулось велике інтерв'ю для британського METRO. Під час літа 2022 року перебував у Ризі (Латвія), де розповідав журналістам про перебіг подій в Україні, про звірства росії та її армії та запустив збір коштів на Bayraktar of Latvia для ЗСУ, разом зі своїм давнім латвійським приятелем Ральфсом Ейландсом.
У 2024 році Володимир Бірюков став лауреатом премії History Keeper, яку вручає Бюро Європейського Союзу у Грузії. Відзнаку він отримав за активну протидію російській дезінформації, висвітлення правди про війну в Україні та внесок у боротьбу з історичним ревізіонізмом у регіоні. Нагородження відбулося в Тбілісі в межах міжнародної конференції, присвяченої питанням інформаційної безпеки, медіа та пам’яті серед журналістів Офіційні дані.
На 2025 рік відомо, що Володимир Бірюков сьогодні активно співпрацює з провідними латвійськими медіа: DELFI, IR, TV.NET, LTV, TV3, Latvijas Radio та платформою STOPIFY Офіційний сайт — ініціативою, яка щомісяця приносить понад мільйон євро на підтримку України. У результаті залучення до волонтерських і медійних проєктів йому вдалося допомогти зібрати вже понад 7,7 мільйонів євро для Збройних сил України.  Зараз Володимир продовжує працювати з журналістами з країн Балтії та Європи, фокусуючись на темах війни, інформації, культурі і пам’яті. Його робота — це міст між Україною та ЄС Інтерв'ю.

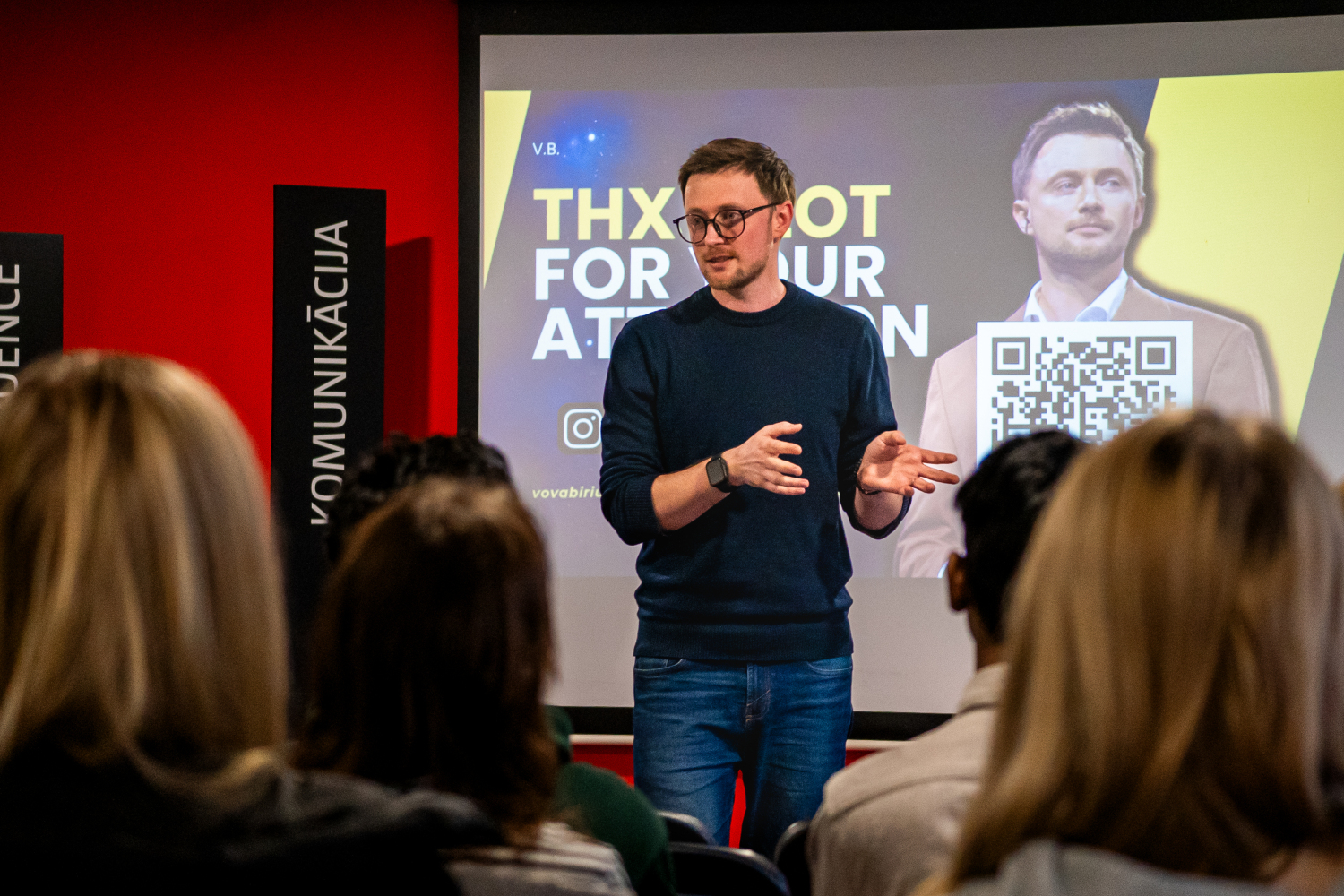
Гостьова лекція у стінах університету TURIBA

Також Володимир Бірюков провів у Ризі (Латвія) серію гостьових лекцій, присвячених темі війни на європейському континенті, збереженню культурної спадщини під час бойових дій, а також актуальним питанням міжнародної взаємодії між Україною та Латвією. Лекції відбулися в Ризькому міжнародному університеті бізнесу, мистецтва та архітектури (RISEBA), Університеті TURIBA та Латвійському Національному університеті Новина про один з заходів. Лекції зібрали широке коло слухачів — студентів, викладачів, латвійських громадських діячів, артистів, політиків, волонтерів та гостей міста.

## Книга «Історія (НЕ)відомого волонтера» (2025)
На початку серпня 2025 року Володимир Бірюков повідомив у соціальних мережах про завершення написання книги «Історія (НЕ)відомого волонтера». Це авторський нон-фікшн-проєкт, у якому поєднано особисті спогади, журналістські розслідування, фронтові замітки та досвід волонтерської діяльності під час АТО та повномасштабної війни. Особливе місце у книзі займають історії про інформаційну співпрацю з медіафахівцями з Латвії, а також осмислення ролі журналістики у міжнародній підтримці України. 
Формат книги — коротка проза, що побудована у вигляді великого інтерв’ю: кожна глава розпочинається із запитання журналістів і трансформується у відповідь-оповідь. Таким чином, розділи пов’язані між собою не лише тематично, а й композиційно. Книга має на меті не тільки зберегти пам’ять про події, а й переосмислити досвід війни, допомоги, виснаження та надії.